# 서울언북초등학교
서울언북초등학교는 대한민국 서울특별시 강남구에 있는 공립 초등학교로, 이 학교는 일제강점기 시대 말기의 맨 끝자락이었던 1945년 4월 1일에, 경기광주언북국민학교로 첫 개교하였다.

## 학교 연혁
- 1945년 4월 1일: 언북국민학교 개교
- 1951년 2월 28일: 제1회 졸업생 배출
- 2025년 4월 1일: 개교 80주년

## 참고 자료
- 서울언북초등학교 - 한국교육학술정보원 학교알리미